# 173rd Airborne Brigade Combat Team
Il 173rd Airborne Brigade (Sky Soldiers) è una unità di paracadutisti dell'United States Army con base alla Caserma Ederle di Vicenza.
L'unità è nata nel 1915 come 173th Infantry Brigade (una brigata di fanteria); trasformata in unità aviotrasportata, partecipò soprattutto alla guerra del Vietnam dove fu impegnata dalla primavera 1965, la prima grande unità terrestre dell'Esercito degli Stati Uniti entrata in combattimento, fino al 1971. La brigata aviotrasportata combatté in alcune delle più aspre battaglie del conflitto subendo forti perdite, in particolare nel corso della logorante battaglia di Dak To.
In seguito ha combattuto durante la seconda guerra del Golfo ed ha fatto tre turni di servizio in Afghanistan durante l'operazione Enduring Freedom.

## Struttura

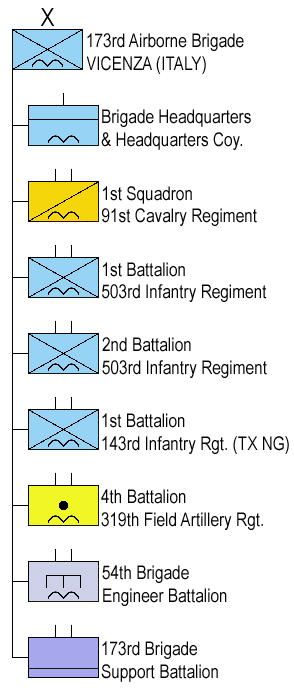
Struttura del 173rd Airborne Brigade Combat Team

L'unità, con una consistenza a livello di brigata e 3300 uomini di forza, su sei battaglioni, è composta dal reparto comando, dal 173° Special Troop Battalioni (che il 17 giugno 2015, è stato ufficialmente trasformato nel 54th Brigade Engineer Battalion - BEB), due battaglioni di fanteria paracadutista del 503º reggimento che combatté durante la campagna delle Filippine nel 1944 e si distinse durante la presa di Corregidor, il 1º battaglione (Airborne) del 143º reggimento fanteria della Guardia Nazionale del Texas, uno squadrone di cavalleria blindata da ricognizione, un battaglione di artiglieria campale paracadutista ed il battaglione di supporto logistico. Tutte le unità hanno la qualifica di unità paracadutista.
La brigata, ricostituita nel 2000,  si trova attualmente divisa tra l'Italia, con il comando al Camp Del Din, e la Germania, in quanto il 91º squadrone da ricognizione è di base in Germania a Grafenwöhr insieme ad un battaglione di paracadutisti. Il resto dell'unità è acquartierato a Vicenza nella vecchia base e nella nuova struttura denominata Dal Din. Quattro compagnie sono state rischierate in Lettonia nel 2014 durante la crisi ucraina mentre 200 uomini sono stati rischierati in Ucraina sempre nel 2014 per l'annuale esercitazione NATO Rapid Dragon, in questo caso a Leopoli.